# Arcte taprobana
Arcte taprobana är en fjärilsart som beskrevs av Moore 1885. Arcte taprobana ingår i släktet Arcte och familjen nattflyn. Inga underarter finns listade i Catalogue of Life.